# Le Rozel
 Le Rozel  es una población y comuna francesa, en la región de Baja Normandía, departamento de Mancha, en el distrito de Cherbourg-Octeville y cantón de Les Pieux.

## Demografía
| 431 | 391 | 453 | 465 | 494 | 464 | 480 | 470 | 454 | 422 | 375 | 328 | 348 | 334 | 327 | 318 | 318 | 325 | 320 | 333 | 330 | 311 | 297 | 303 | 269 | 270 | 280 | 247 | 237 | 242 | 251 | 261 |
| Para los censos de 1962 a 1999 la población legal corresponde a la población sin duplicidades (Fuente: INSEE [Consultar]) |     |     |     |     |     |     |     |     |     |     |     |     |     |     |     |     |     |     |     |     |     |     |     |     |     |     |     |     |     |     |     |